# Jorge (série télévisée)
Pour les articles homonymes, voir Jorge.
 (mai 2015).
Si vous disposez d'ouvrages ou d'articles de référence ou si vous connaissez des sites web de qualité traitant du thème abordé ici, merci de compléter l'article en donnant les références utiles à sa vérifiabilité et en les liant à la section « Notes et références ».
Jorge est une mini-série argentine composée de 8 épisodes de 25 minutes.
Produite par Tostaki Productions, elle a été diffusée en Argentine en 2013 sur la chaîne publique TV Pública.

## Résumé
Jorge est frustré, dépressif et plutôt déconnecté des autres. Bien qu'avocat, il n'exerce pas son métier et travaille dans un centre d’appel. À la mort de son père, qu’il n’a quasiment jamais connu, il hérite d’une maison dans laquelle il décide de s’installer. Mais pour pouvoir la garder, Jorge devra s’y mettre en colocation. Il lui faudra alors sortir de sa bulle et apprendre à vivre avec des individus au tempérament bien différent du sien. 

## Distribution
- Santiago Gobernori - Jorge Peker
- Malena Pichot - Dolores 'Loli' Pavone
- Javier Drolas - Ludovico 'Ludo' Marra
- Florencia Otero - Carolina 'Caro'
- Nico García - Julio César Rodríguez 'JC'
- Julián Lucero - Gonzalo
- Charo López - Luciana
- Martín Rocco - Jorge 'le mendiant'